# Косма I (патриарх Александрийский)
Косма́ I (греч. Πατριάρχης Κοσμάς Α΄; ум. 768) — Папа и Патриарх Александрийский и всего Египта с 727 по 768 год.
В 731 году, при халифе Хишаме, достаточно благосклонно относившемся к мелькитам, православным Египта было позволено восстановить пост Александрийского Патриарха.
Патриарх Косма, хотя и был малограмотным ремесленником, не искушённым в политике, сумел добиться у халифа возвращения православным многих церквей, захваченных коптами после ухода завоевания арабами Египта. На этой почве в VIII неоднократно возникали конфликты между двумя христианскими общинами, и мусульманскими власти принимали решения о принадлежности спорных храмов.
В 750 году в результате гражданской войны в халифате к власти пришла новая династия Аббасидов. В Египте, на короткое время ставшем пристанищем разбитых Омейядов, воспользовавшиеся моментом христиане подняли восстание. Оно было вызвано в первую очередь экономическим гнётом местных арабских властей. На этот раз к восстанию примкнули оба патриарха — православный и коптских. В одном из сражений патриархи попали в плен, но Косма сумел откупиться.
Подобно другим ближневосточным Патриархам, Косма в 767 году выступил против иконоборческой ереси.